# Tereticepheus annamariae
Tereticepheus annamariae är en kvalsterart som beskrevs av S. och F. Bernini 1990. Tereticepheus annamariae ingår i släktet Tereticepheus och familjen Cepheidae. Inga underarter finns listade i Catalogue of Life.